# (36237) 1999 VX11
1999 في أكس 11 (ويعرف أيضًا باسم (36237) 1999 في أكس 11 وفق تسمية الكوكب الصغير) (بالإنجليزية: 1999 VX11)‏ هو كويكب ضمن حزام الكويكبات؛ وترتيبه 36237 من حيث الاكتشاف.
اكتُشف هذا الجُرم الفلكي بواسطة Charles W. Juels ‏ في 10 نوفمبر 1999.

## وصلات خارجية
- (36237) 1999 VX11 في قاعدة بيانات مختبر الدفع النفاث لأجرام النظام الشمسي الصغيرة

- الاكتشاف · مخطط المدار ·  العناصر المدارية · المعلمات المادية

- (36237) 1999 VX11 على موقع ويكي سكاي: DSS2, SDSS, GALEX, IRAS, Hydrogen α, X-Ray, Astrophoto, Sky Map, Articles and images